# Бондарь, Дани
Да́ни Бо́ндарь (ивр. דני בונדר‎; 7 февраля 1987, Москва, СССР) — израильский футболист, защитник.

## Карьера

### Клубная
Профессиональную карьеру начал в тель-авивском «Хапоэле», воспитанником которого он являлся. Вначале в основном выступал за молодёжную команду, однако вскоре прочно обосновался в основном составе команды. В 2008 году в игре чемпионата с «Хапоэлем» Кфар-Сава получил травму, выбыв до конца года. Оправившись от травмы, Бондарь был отдан в полугодичную аренду в «Хапоэль» из Кирьят-Шмона, за который провел десять игр. Вернувшись обратно в Тель-Авив, вновь получил место в основном составе. Первую игру после возвращения сыграл 30 июля в квалификации Лиги Европы со шведским «Гётеборгом». 8 января 2011 года в матче с ашкелонским «Хапоэлем», отличившись на девятой минуте, забил свой первый мяч в карьере. В конце 2010 года Бондарь отказался продлевать контракт с «Хапоэлем», рассчитанный до лета 2011 года в связи с трансферным предложением от российских «Крыльев Советов». Также Бондарем интересовались «Терек» и нижегородская «Волга», с которой и была достигнута договорённость о заключении контракта по окончании сезона в Израиле. В конце мая Бондарь на правах свободного агента перешёл в «Волгу». 6 августа дебютировал в чемпионате России в домашнем матче с «Ростовом», завершившемся поражением его команды с минимальным счётом.
В 2012 году получил тяжёлую травму колена. Зимой 2013 года подписал контракт с дзержинским «Химиком», но вновь получил разрыв крестообразных связок. Осенью 2014 года завершил карьеру.

### В сборных
Выступал за молодёжную сборную Израиля, в составе которой сыграл четыре матча. В марте 2007 года получил вызов в первую сборную Израиля от тогдашнего тренера Дрора Каштана на матчи отборочного этапа Евро-2008 с Англией и Эстонией. 2 сентября 2010 года дебютировал за национальную сборную в матче отборочного турнира чемпионата Европы 2012 года со сборной Мальты, завершившемся со счётом 3:1 в пользу израильтян.

## Достижения
- Чемпион Израиля: 2009/10
- Серебряный призёр чемпионата Израиля: 2010/11
- Обладатель Кубка Израиля (2): 2009/10, 2010/11

## Личная жизнь
Родился в Москве. Урождённый Дмитрий Бондарев. В 1990 году вместе с родителями переехал в Израиль.

## Матчи за сборную
| # | Дата            | Место                                  | Соперник | Результат | Турнир                                  |
| - | --------------- | -------------------------------------- | -------- | --------- | --------------------------------------- |
| 1 | 2 сентября 2010 | «Рамат-Ган», Тель-Авив, Израиль        | Мальта   | 3:1       | Отборочные матчи чемпионата Европы 2012 |
| 2 | 7 сентября 2010 | «им. Бориса Пайчадзе», Тбилиси, Грузия | Грузия   | 0:0       | Отборочные матчи чемпионата Европы 2012 |
| 3 | 12 октября 2010 | «Караискакис», Пирей, Греция           | Греция   | 1:2       | Отборочные матчи чемпионата Европы 2012 |
| 4 | 17 ноября 2010  | «Блумфилд», Тель-Авив, Израиль         | Исландия | 3:2       | Товарищеский матч                       |
| 5 | 9 февраля 2011  | «Блумфилд», Тель-Авив, Израиль         | Сербия   | 0:2       | Товарищеский матч                       |
| 6 | 29 марта 2011   | «Блумфилд», Тель-Авив, Израиль         | Грузия   | 1:0       | Отборочные матчи чемпионата Европы 2012 |